# Bird Millman
Bird Millman O'Day, de nombre de pila Jennadean Engleman, (Cañon City, 20 de octubre de 1890-Cañon City, 5 de agosto de 1940) fue una funambulista estadounidense, reconocida como una de las más célebres de la historia, y que durante la llamada Edad de Oro del circo americano fue una de las atracciones principales del Ringling Brothers y Barnum and Bailey Circus.

## Trayectoria
En su juventud, Bird viajó con sus padres, Genevieve Patton Engleman y Dyke F. Engleman, trabajando en circos pequeños, también conocidos en la época como mud shows. Inicialmente realizó acrobacias sobre un pony y en el trapecio. En 1904, el trío Millman entró en el mundo del vodevil actuando en destinos como Keith's Union Square y Hammerstein's Paradise Roof Garden. Por ello, Bird recibió el sobrenombre de "la Eva Tanguay del alambre".
En el teatro Wintergarten de Berlín, Bird actuó ante la corte del káiser Guillermo II. A su regreso a los Estados Unidos, su número en solitario dio paso a la compañía Bird Millman & Co., y actuando en escenarios como el Hippodrome de Nueva York y el Palace Theatre en Broadway. Una de las nuevas integrantes de la troupe, Fern Andra, no regresó después de una breve gira por Europa y más tarde resurgiría como estrella del cine mudo alemán.

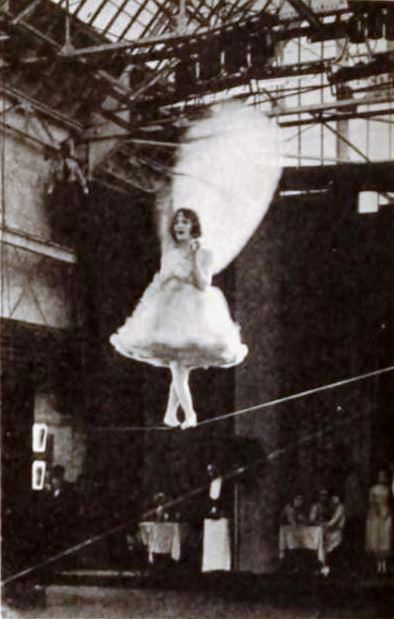
Bird Millman en The Deep Purple (1920)

En 1913, Bird se convirtió en artista principal del Barnum and Bailey Circus, donde permaneció después de su fusión con el Ringling Brothers Circus. En las temporadas de 1919 y 1920, las pistas laterales estuvieron vacías durante su número, que se realizaba en la pista central, un privilegio reservado a las mayores estrellas del circo. Fueron destacadas compañeras de Bird la amazona May Wirth y la acróbata aérea Lillian Leitzel. Bird pasaba la temporada baja del circo en Broadway, apareciendo en el espectáculo de revista musical Ziegfeld Follies de 1916 y en varias ediciones del Ziegfeld Midnight Frolic. En 1920, interpretó un número especial en The Deep Purple, una película muda dirigida por Raoul Walsh.
 

Bird fue aclamada por su velocidad inusual y su habilidad sin esfuerzo aparente sobre el alambre. En la cuerda floja, realizaba trucos cómo inclinarse hacia atrás para agarrar un pañuelo entre los dientes o saltar a través de un aro. Al contrario de lo que dicen ciertos testimonios, utilizaba una sombrilla para mantener el equilibrio.

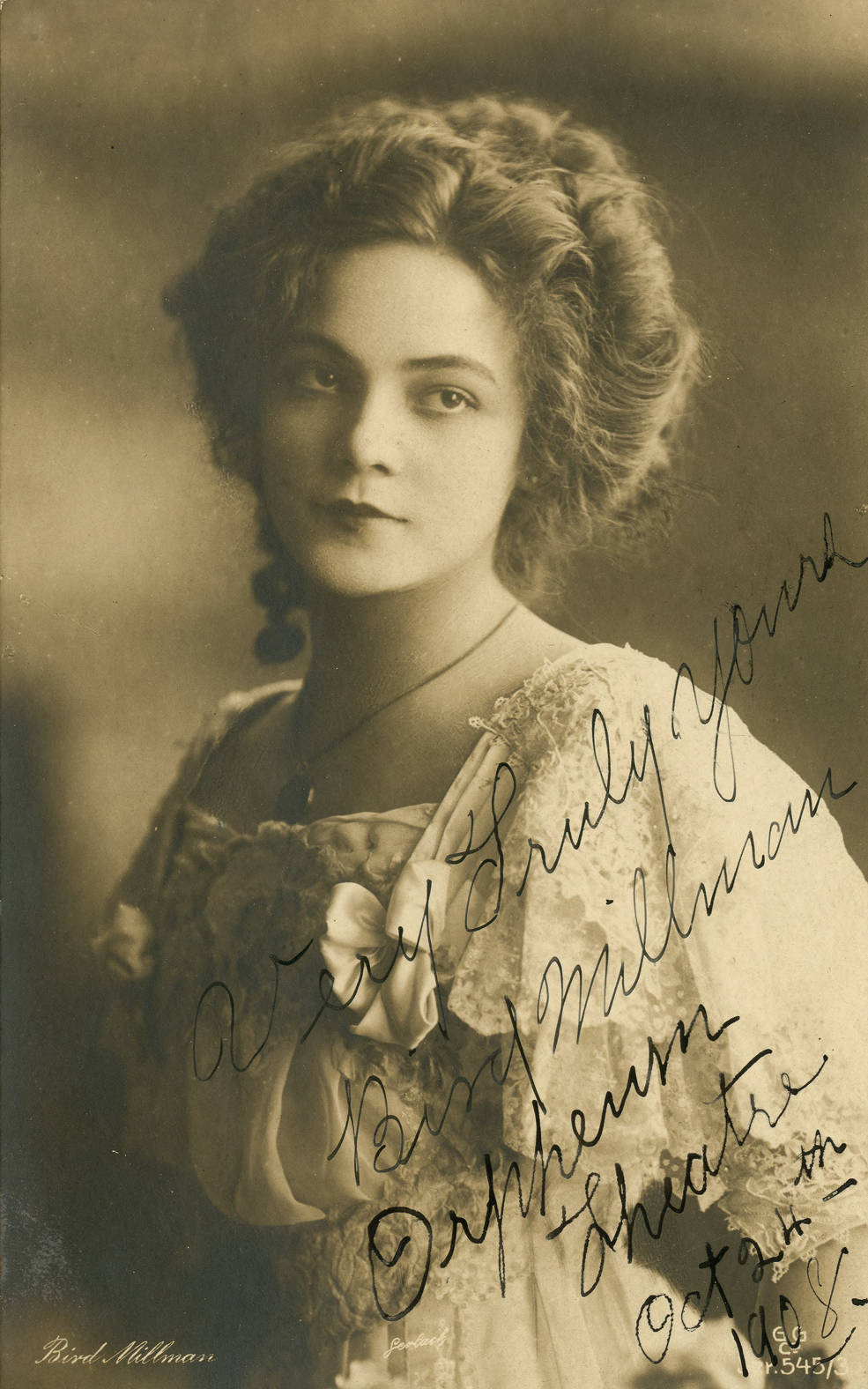
Fotografía de Bird Millman

En 1921, apareció en la tercera edición anual de la revista musical Greenwich Village Follies de John Murray Anderson. Realizó varias exhibiciones en las alturas de las calles de Nueva York. Además de vender bonos de guerra en tales exhibiciones, obtuvo una amplia publicidad con ellas. Tras su retirada del mundo del espectáculo en 1925, el funambulista transformista Berta Beeson, “el Julian Eltinge del alambre”, la sustituyó en el programa del Ringling.

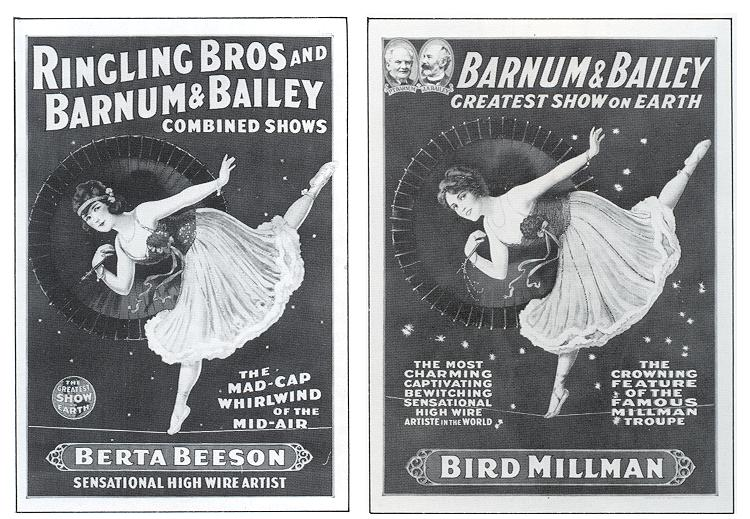
Carteles casi idénticos anunciando a Berta Beeson y Bird Millman

Los dos primeros matrimonios de Millman fueron breves: uno terminó en anulación y el otro rápidamente en divorcio. Su tercer marido fue un graduado de la Universidad de Harvard y veterano militar, el millonario empresario Joseph Francis O'Day, que murió poco después de perder su fortuna en el Crac del 29.
Bird volvió junto a su madre y a su familia a Cañon City, en su Colorado natal, donde murió de cáncer de útero a los 49 años y está enterrada en el cementerio Lakeside. Su panegírico fue escrito por la autora Dixie Willson, una escritora de libros infantiles y hermana del compositor Meredith Willson.

## Reconocimientos

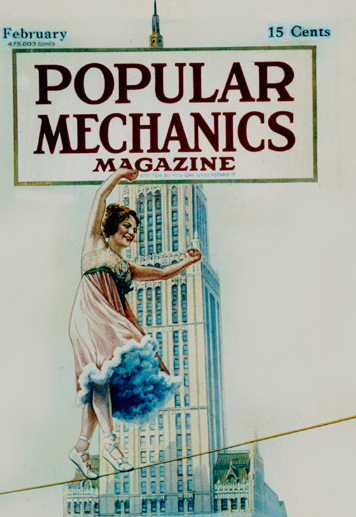
Bird Millman en la portada de la revista Popular Mechanics (1917)

En 1961, Millman fue admitida a título póstumo, en el International Circus Hall of Fame, galardón que desde 1958 reconoce a los más importantes artistas de circo, músicos, promotores, periodistas y dueños de espectáculos circenses del mundo. Los nominados son analizados y escogidos por un jurado, el ganador se anuncia y celebra durante la semana del circo, en el mes de julio en el Peru Circus Winter Quarters, ubicado en Indiana.
Se la menciona brevemente en el libro Girl on a Wire (2014) de Gwenda Bond como ídolo de la protagonista.
El Royal Gorge Regional Museum & History Center en Cañon City, Colorado, alberga cartas personales y el álbum de recortes de vodevil de Bird. La Biblioteca y Centro de Investigación Robert L. Parkinson del Circus World Museum alberga programas, fotografías y otros materiales sobre sus espectáculos.
En Cañon City se le ha dedicado una estatua de bronce de Bird, creada por el artista local Robert Henderson, y una pintura, creada por el artista local Edward Adamic que se exhibe en la Biblioteca Pública.